# Daleville (Wirginia)
Daleville – jednostka osadnicza w Stanach Zjednoczonych, w stanie Wirginia, w hrabstwie Botetourt.